# Worst Case Scenario
Ne doit pas être confondu avec Scénario catastrophe.
Pour les articles homonymes, voir Worst-case scenario.
Albums de dEUS
In A Bar, Under The Sea
(1996)
Worst Case Scenario est le premier album du groupe dEUS.
La chanson Suds & Soda, éditée en single, avec son riff de violon entêtant, connait un certain succès et permet au groupe de se faire connaître. L'album se vend à 150 000 exemplaires.

## Liste des morceaux
1. Intro (Tom Barman, Jules de Borgher) – 0:24
2. Suds & Soda (dEUS) – 5:14
3. W.C.S. (First Draft) (Barman, Stef Kamil Carlens)– 5:05
4. Jigsaw You (Barman, Carlens) – 2:26
5. Morticiachair (dEUS) – 4:23
6. Via (Barman, Marc Meyers) – 4:12
7. Right as Rain (Barman, Rudy Trouvé, Carlens) – 4:27
8. Mute (Barman) – 3:57
9. Let's Get Lost (Barman, Carlens) – 4:23
10. Hotellounge (Be the Death of Me) (Barman, Trouvé) – 6:23
11. Shake Your Hip (dEUS) – 0:41
12. Great American Nude (Trouvé) – 5:39
13. Secret Hell (Barman) – 4:59
14. Divebomb Djingle (Carlens, Ward, Christie) – 3:00